# Meri Cetinić
Meri Cetinić (Split, 15. lipnja 1953.) je hrvatska glazbenica, pijanistica, pjevačica zabavne i pop glazbe, skladateljica i kantautorica.
Zajedno sa Slobodanom Kovačevićem osnovala je skupinu More u kojoj nastupa do kraja 1978. godine, kada počinje svoju uspješnu solo karijeru. Godine 1980. objavljuje svoj prvi autorski album Ja sam žena, prvi album pop glazbe koji se u Hrvatskoj prodaje u dijamantnoj nakladi. Nastupa na brojnim domaćim festivalima od kojih je najviše uspjeha imala na Splitskom festivalu. Dobitnica je hrvatske diskografske nagrade Porin, koja joj je 2002. godine dodijeljena za najbolji album zabavne glazbe Malo mora na mom dlanu. Uz Porina dobitnica je još brojnih drugih nagrada. Živi u Splitu.

## Životopis
Meri Cetinić rođena je u Splitu, a njena obitelj porijeklom je iz Blata na otoku Korčuli. Odrastajući u skromnoj, ali skladnoj obitelji, uz oca električara i majku domaćicu, te dva starija brata, Antu i Borisa, vrlo rano se počeo isticati njezin talent za glazbu, osobito pjevanje. Među prvima je to primijetio njezin otac i Marija Franetović, njezina učiteljica od prvog do četvrtog razreda. Počinje nastupati već kao dijete, a u osnovnoj je školi često dobivala glavne uloge u školskim priredbama. Završila je glazbenu školu "Josip Hatze" u Splitu, Srednju glazbenu školu i Pedagošku akademiju, smjer glazba, u Splitu. Njen brat Ante, pet godina stariji od Meri, bio je vrlo utjecajan i cijenjen glazbenik u Splitu. U njihovom stanu su se okupljala sva imena iz glazbenog života Splita tog vremena i Meri je još kao djevojčica sve to upijala sa strane. Rano je počela slušati crne pjevače, zavoljela blues i gospel glazbu. Krajem šezdesetih godina pridružuje se kao orguljašica i vokal spltskoj kultnoj skupini CHE, s kojom je u to vrijeme nastupala po splitskim klubovima. Sa 17 godina odlazi na svoju prvu glazbenu turneju po SSSR-u, gdje kao vokalni solist nastupa sa sastavom Delfini. Godine 1973. svoju glazbenu karijeru nastavlja kao solo vokal, klavirist i skladatelj sastava More, s kojim snima nekoliko uspješnih singlova ("More", "Ja ću plakat sama", "Gdje god da pođeš"...) i jedan LP pod nazivom More. Nakon zadnjeg velikog hita s grupom More "Samo simpatija", 1978. Meri Cetinić je imala veliku želju napraviti nešto novo, stoga odlazi iz skupine i okreće se svojoj samostalnoj karijeri. Uz brata  Antu Cetinića, kao producenta i aranžera u Zagrebu snima  njezin prvi solistički albuma Meri (1979.). Nakon toga slijedi i njen prvi autorski album Ja sam žena (1980.), prodan u dijamantnoj nakladi, te serija albuma snimljenih u Nizozemskoj u suradnji s bratom Antom. Paralelno s njihovim objavljivanjima, godinu za godinom kao vokalni solist ostvaruje uspjehe na Splitskom festivalu sa skladbama "Četri stađuna", "U prolazu" i "Lastavica", kao i kasnije s "Konoba", "Zemlja dide mog" i mnogim drugima. Zapažene uspjehe ostvaruje i na raznim drugim festivalima. Održava brojne solističke koncerte širom zemlje i odlazi na turneje po Kanadi, SAD-u, Australiji i mnogim drugim zemljama. Godine 1976. rodila je kćer Ivanu. Kroz svoju dugogodišnju karijeru ostvarila je nekoliko vrlo uspješnih dueta kao što su s Tedijem Spalatom u skladbi "Konoba", Oliverom Dragojevićem "Sunce mog života", s kantautorom Tomislavom Ivčićem "Gorka rijeka" i mnoge druge. Također nastupa s Big bandom HRT-a i sa splitskim jazz sastavom Black Coffee.
Početkom 1990-ih za vrijeme Domovinskog rata održava brojne humanitarne koncerte van zemlje zajedno s Tomislavom Ivčićem i Đanijem Maršanom. Godine 1991. odlazi s Draženom Žankom na jednomjesečnu turneju po Australiji. Tom prilikom nastupa zajedno i s Tomislavom Ivčićem u Sydneyju na stadionu 'Kralja Tomislava' gdje pred mnogobrojnom publikom izvode zajednički veliki hit "Gorka rijeka". U Australiji na tom gostovanju također snima kazetu s Croatia Band Aidom na kojoj se nalazi skladba "To love is to set free", Šite Čorića. Ubrzo nakon toga vraća se u Split i  1993. godine na Melodijama hrvatskog Jadrana izvodi skladbu "Zemlja dide mog". Sredinom devedesetih zbog privatnih problema odlučila je preseliti se u Zagreb gdje joj je kćer Ivana tada studirala. U to vrijeme u Zagrebu 1998. snima album Putovanja i nastaju neke njezine uspješnice poput skladbe "Samo tuga ostaje".za koju je sama napisala glazbu i tekst. Nakon sedam godina donosi odluku da se vrati u Split, gdje s jazz skupinom Black Coffee snima album Tiramola.
Meri Cetinić u svojoj je glazbenoj karijeri objavila veći broj zlatnih, platinastih i dijamantnih albuma. Surađivala je sa skladateljima i tekstopiscima poput Zdenka Runjića, Jakše Fiamenga, Momčila J. Popadića, Dragutina Britvića i mnogih drugih. Dva puta je bila proglašena najboljom pjevačicom na čitavom prostoru bivše Jugoslavije. Uz brojna priznanja i osvojene festivale, dobitnica je Jugotonove nagrade 'Zlatna ptica' za prodanih milijun primjeraka LP nosača zvuka. Redovna je članica Hrvatskog društva skladatelja.
Podržala je inicijativu protiv pobačaja Hod za život Željke Markić na kojoj je i nastupila.

## Glazbena karijera

### Rano doba
U 14. godini pobijedila je s pjesmom "Warm and tender love" Percie Sladgea na Raspjevanom proljeću u Splitu. S 15 godina postaje članicom skupine CHE i to kao orguljašica. Svirala je tada prve Hammond orgulje u gradu. U 17. godini prelazi u skupinu Delfini kao vokalna solistica, te odlazi na prvu turneju po SSSR-u. Uglavnom je pjevala repertoar Janis Joplin, Deep Purplea, Led Zeppelina i sličnih skupina i pjevača. Ubrzo prestaje suradnja sa sastavom Delfini, te upisuje Pedagošku akademiju i radi na usavršavanju glasa kod prof. Branke Ristić u Splitu.

### Sastav More
Godine 1972. sa Slobodanom M. Kovačevićem osniva skupinu More u kojoj Meri pjeva i svira klavir, te je uz Kovačevića skladatelj i aranžer skupine. Godine 1974. objavili su svoj prvijenac pod nazivom More. Nakon nekoliko godina rada sa sastavom More i nekoliko objavljenih velikih uspješnica poput "More", "Ti si moj san", "Gdje god da pođeš", "Samo simpatija", "On je moj bol" i drugih, napušta sastav i započinje svoju uspješnu solističku karijeru. Ove skladbe i danas su prisutne u programima Hrvatskog radija. Nakon nekoliko godina Meri Cetinić nanovo ponekad surađuje sa Slobodanom M. Kovačevićem na svojim solističkim albumima.

### Solistička karijera
Glavnog suradnika pronalazi u bratu Anti Cetiniću (basist, aranžer, snimatelj, producent) koji već tada živi u Nizozemskoj te s njim snima nekoliko solističkih albuma:
- Meri (1979.) - zlatni - snimljen u Zagrebu s vodećim studijskim glazbenicima i Zagrebačkim solistima.
- Ja sam žena (1980.) snimljen u Arnhemu, Nizozemska, prvi je njen kompletan autorski album. Album je postao dijamantni i kao takav prvi u hrvatskoj pop glazbi. Na albumu sudjeluju i neki nizozemski glazbenici.
- U prolazu (1981.) - platinasti
- As (1982.) - platinasti
- Prašina s puta (1983.) - zlatni - album godine u bivšoj Jugoslaviji
- Meri VI  (1985.) - zlatni album
- Potraži me (1988.) - platinasti album
- Zlatni snovi (1989.) - zlatni album

Na svim ovim albumima većinu skladbi je Meri sama skladala, neke na vlastite, a neke na tekstove Jakše Fiamenga, Krste Jurasa, Momčila Popadića, Ivice Flescha i drugih. Paralelno s ovim autorskim albumima u suradnji sa skladateljem Zdenkom Runjićem godinu za godinom kao vokalni solist ostvaruje uspjehe na Splitskom festivalu sa skladbama "Četri stađuna", "U prolazu", "Lastavica", kao i kasnije s "Konoba" (S. M. Kovačević  -R. Šunjić), "Zemlja dide mog" (V. Barčot - I. Cetinić), i drugima.
Na festivalu Split 1989. izvodi vlastitu skladbu "Dome moj" i osvaja 3. nagradu publike. Ista skladba doživjela je i stranu verziju. Snimljena je u Belgiji 1990. godine pod nazivom "Veel te mooi" u izvedbi dueta Sanne en Erik van Neygen i postala pjesma godine i njihov najveći hit. U to vrijeme održava brojne solističke koncerte širom zemlje, a često odlazi i na turneje po Kanadi, Sjedinjenim Državama, Australiji i mnogim drugima.
U Zagrebu 1998. godine snima autorski album Putovanja sa studijskim glazbenicima sastava Songkillers. Na ovim skladbama sama je radila i aranžmane te produkciju uz suradnju Ante Pecotića, Joška Banova i svoje kćeri Ivane. Za sljedeći uživo album Malo mora na mom dlanu, snimku koncerta iz splitskog HNK-a, dobiva nagradu Porin za najbolji album zabavne glazbe u 2002. godini.
Nekoliko zadnjih godina nastupa na Festivalu dalmatinske šansone u Šibeniku s vlastitim skladbama od kojih su neke "Rijeka bez povratka", "Griža", "Kruh i sol", "U samoći prolazi mi vrime" i druge, te za njih dobiva nekoliko nagrada.
Godine 2005. nakon dugo vremena ponovo nastupa na Splitskom festivalu i to sa svojom jazz skladbom "Sjena tvoga tila" uz pratnju skupine Black Coffee. Početkom iste godine objavljena je u izdanju diskografske kuće Croatia Records Meri Cetinić - Zlatna kolekcija, dvostruki CD s 40 uspješnica iz Merine karijere.
Studijski album Tiramola snimljen je u Splitu u suradnji s jazz sastavom Black Coffee, a objavljen je 2006. godine u izdanju Croatia Recordsa.
Na Korčuli 2009. snima etno album Virno srce u suradnji s korčulanskim klapama, glazbenicima i kćerkom Ivanom Burić. 
Godine 2014. izdaje u vlastitoj produkciji studijski album Dozvoli mi, zajednički autorski projekt s kćerkom Ivanom Burić.

## Priznanja i nagrade
- Na splitskom festivalu 1975. nagrada za najbolju interpretaciju (pjesma -"Gdje god da pođeš")
- 1. nagrada stručnog žirija na festivalu Split 1979. (pjesma "Čet'ri stađuna")
- Proglašena je pjevačicom godine 1981. i 1982. za cijeli teritorij bivše države.
- Album Prašina sa puta proglašen je albumom godine za ženskog izvođača 1983.
- 1983. godine dobiva Jugotonovu  "Zlatnu pticu" za milijun prodanih primjeraka LP nosača zvuka .
- Estradna nagrada 1988. godine.
- Od 1978. godine ima status slobodnog umjetnika, a 2005. primljena je u redovno članstvo Hrvatskog društva skladatelja.
- 2002. godine dobitnica je diskografske nagrade Porin u kategoriji za najbolji album zabavne glazbe."Malo mora na mom dlanu"
- 2007. godine dobitnica je nagrade Status Hrvatske glazbene unije za sveukupan doprinos hrvatskoj glazbi.
- 2014. nagrada za poseban doprinos hrvatskoj glazbenoj kulturi na festivalu Melodije hrvatskog juga.
- 2014. nagrada za najbolje kantautorsko djelo "Nisan te pripoznala" na festivalu "Šibenska šansona".[5]
- 2019. Nagrada za životno djelo Dubrovačko-neretvanske županije[6]
- 2019. godine nagrada Multi-Platinum Award Hrvatske diskografske udruge za 40 godina diskografskih uspjeha[7]
- 2025. nagrada Porin za životno djelo

## Festivali
Popis festivalskih izvedbi
Meri Cetinić ima iza sebe brojne nastupe na domaćim festivalima, a najupečatljiviji trag ostavila je na Splitskom festivalu, na kojem se pojavljuje od 1976. godine. Osim toga, nekoliko nastupa na Opatijskom festivalu, Vašem šlageru sezone i Festivalu dalmatinskih šansona u Šibeniku.

## Diskografija
- Meri (1979.), zlatni album, snimljen s vodećim studijskim glazbenicima i Zagrebačkim solistima
- Ja sam žena (1980.), dijamantni album
- U prolazu (1981.), platinasti album
- As (1982.), platinasti album
- Prašina s puta (1983.), zlatni album - nagrada za "Album godine"
- Najveći uspjesi (1984.), kompilacija
- Meri VI  (1985.), zlatni album
- Potraži me (1988.), platinasti album
- Zlatni snovi (1989.), zlatni album
- Najveći uspjesi 2 (1992.), kompilacija
- Zašto te volim (1993.)
- Sve najbolje (1994.), kompilacija (1979-1994)
- Putovanja (1998.), s glazbenicima iz sastava Songkillers
- Malo mora na mom dlanu (2002.), snimak koncerta iz splitskog HNK, uz goste i prijatelje (Oliver Dragojević, Zorica Kondža, Tedi Spalato, klapa Kumpanji). Nagrada Porin za najbolji album zabavne glazbe 2002. godine
- Zlatna kolekcija (2005.), kompilacija
- Tiramola (2006.), jazz album sa sastavom Black Coffee
- Virno srce (Dancig Bear, 2009.), studijski album - nominacija za nagradu Porin za najbolji album zabavne glazbe 2010. godine
- Love collection (2011.) - najljepše ljubavne pjesme
- Ja sam žena (2011.) - reizdanje
- Dozvoli mi (MAMISONIC 2014) - zajednički album Meri Cetinić i Ivane Burić
- The best of collection (2016.) - kompilacija
- Original album collection (2019.) - prvih 6 albuma reizdano na CD-u kao Box set
- 25 Greatest Hits - dvostruki LP  (2024.)

## TV koncerti
- "Do zvijezda zajedno" (2003.)
- "Koncert Divas i Dive, V. Lisinski" (2004.)
- "U dobrom društvu" Meri u gostima kod Jasne Bilušić
- Koncert "Meri Cetinić i gosti" - Tvornica, Zagreb (2004).
- Koncert "Meri Cetinić i gosti" - Šibenska šansona Šibenik (2024.)

## Top ljestvice
Grupa More – album:
| Godina | Naziv  | Izdavač | Stanje na top ljestvicama |
| ------ | ------ | ------- | ------------------------- |
| 1974.  | "More" | Jugoton | #22                       |

Meri Cetinić – albumi:
| Godina | Naziv             | Izdavač         | Stanje na top ljestvicama |
| ------ | ----------------- | --------------- | ------------------------- |
| 1979.  | "Meri"            | Jugoton         | #2                        |
| 1980.  | "Ja sam žena"     | Jugoton         | #1                        |
| 1981.  | "U prolazu"       | Jugoton         | #1                        |
| 1982.  | "As"              | Jugoton         | #1                        |
| 1983.  | "Prašina sa puta" | Jugoton         | #1                        |
| 1985.  | "Meri VI"         | Jugoton         | #4                        |
| 1988.  | "Potraži me"      | Jugoton         | #1                        |
| 1989.  | "Zlatni snovi"    | Jugoton         | #10                       |
| 1996.  | "Zašto te volim"  | Croatia Records | #16                       |
| 1998.  | "Putovanja"       | Orfej           | #36                       |
| 2006.  | "Tiramola"        | Croatia Records | #74                       |
| 2009.  | "Virno srce"      | Dancing Bear    | #102                      |

Meri Cetinić – kompilacije:
| Godina | Naziv                       | Izdavač         | Stanje na top ljestvicama |
| ------ | --------------------------- | --------------- | ------------------------- |
| 1984.  | "Najveći uspjesi"           | Jugoton         | #1                        |
| 1992.  | "Najveći uspjesi 2"         | Croatia Records | #10                       |
| 1994.  | "Sve najbolje"              | Croatia Records | #16                       |
| 2005.  | "Zlatna kolekcija"          | Croatia Records | #43                       |
| 2019.  | "Original Album Collection" | Croatia Records | #4                        |

Grupa More – singlovi:
| Godina | Naziv               | Izdavač | Stanje na top ljestvicama |
| ------ | ------------------- | ------- | ------------------------- |
| 1973.  | "More"              | Jugoton | #3                        |
| 1974.  | "Moj muž"           | Jugoton | #8                        |
| 1974.  | "Bakalar"           | Jugoton | #14                       |
| 1975.  | "Gdje god da pođeš" | Jugoton | #1                        |
| 1975.  | "On je moj bol"     | Jugoton | #18                       |
| 1978.  | "Samo simpatija"    | Jugoton | #1                        |

Meri Cetinić – solo:
| Godina | Naziv                    | Izdavač         | Stanje na top ljestvicama |
| ------ | ------------------------ | --------------- | ------------------------- |
| 1976.  | "Najljepši san"          | Suzy            | #13                       |
| 1976.  | "Pjesma moru"            | Suzy            | #21                       |
| 1976.  | "Moja zvijezda"          | PGP RTB         | #24                       |
| 1977.  | "Stari ljubavnici"       | PGP RTB         | #36                       |
| 1977.  | "Vjeruj sad"             | PGP RTB         | #16                       |
| 1979.  | "Mornareva žena"         | Jugoton         | #1                        |
| 1979.  | "Četri stađuna"          | Jugoton         | #1                        |
| 1979.  | "Ti i ja"                | Jugoton         | #1                        |
| 1980.  | "Lastavica"              | Jugoton         | #1                        |
| 1980.  | "Ponekad me nazovi"      | Jugoton         | #1                        |
| 1981.  | "Ti si moj"              | Jugoton         | #12                       |
| 1981.  | "U prolazu"              | Jugoton         | #1                        |
| 1981.  | "Ti si moja sudbina"     | Jugoton         | #1                        |
| 1982.  | "Iluzija"                | Jugoton         | #6                        |
| 1982.  | "Niko neće u mornare"    | Jugoton         | #1                        |
| 1982.  | "Donosiš mi ljubav"      | Jugoton         | #1                        |
| 1983.  | "Prašina sa puta"        | Jugoton         | #1                        |
| 1983.  | "Živjela ljubav"         | Jugoton         | #12                       |
| 1985.  | "Noćas umiru princeze"   | Jugoton         | #1                        |
| 1985.  | "Život zlata vrijedi"    | Jugoton         | #20                       |
| 1986.  | "Nevista"                | Jugoton         | #2                        |
| 1986.  | "Konoba"                 | Jugoton         | #4                        |
| 1988.  | "Potraži me"             | Jugoton         | #1                        |
| 1988.  | "Ako je život pjesma"    | Jugoton         | #10                       |
| 1988.  | "Ne sudite mi noćas"     | Jugoton         | #2                        |
| 1988.  | "Kuda idem"              | Jugoton         | #3                        |
| 1988.  | "Jubav si moja zauvik"   | Jugoton         | #1                        |
| 1989.  | "Baška voda"             | Jugoton         | #33                       |
| 1989.  | "Dome moj"               | Jugoton         | #14                       |
| 1990.  | "Perlo moja"             | Jugoton         | #11                       |
| 1993.  | "Zemlja dide mog"        | Croatia records | #54                       |
| 1993.  | "Zašto te volim"         | Croatia records | #27                       |
| 1998.  | "U meni budiš ženu"      | Orfej           | #17                       |
| 1998.  | "Malo mora na mom dlanu" | Orfej           | #7                        |
| 1998.  | "Putovanja"              | Orfej           | #6                        |
| 1998.  | "Samo tuga ostaje"       | Orfej           | #10                       |
| 2005.  | "Zauvik ostavi me ti"    | Croatia records | #44                       |
| 2005.  | "Sjena tvoga tila"       | Croatia records | #18                       |

## Vanjske poveznice
- Službena stranica Meri Cetinić
- Službena stranica Meri Cetinić MySpace
- Croatia Records
- Splitski festival